# Catalogue raisonné

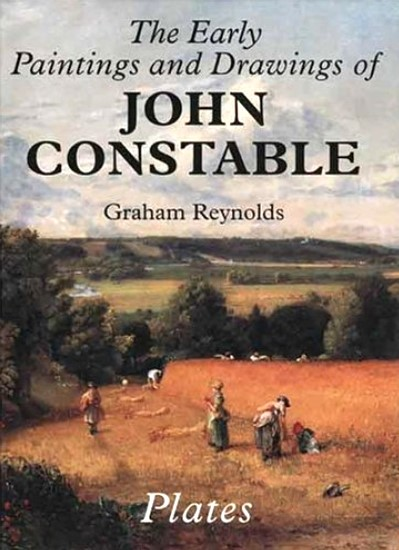
Een deel van Graham Reynolds's catalogue raisonné van John Constable

Een catalogue raisonné of oeuvrecatalogus is een uitputtende, becommentarieerde inventaris van het oeuvre van een beeldend kunstenaar. De beschrijvingen zijn voldoende nauwkeurig om een betrouwbare identificatie van de werken door derden toe te laten.
De term catalogue raisonné komt uit het Frans en wordt wereldwijd gebruikt als technische term voor degelijke catalogi. 
Een catalogue raisonné kan diverse vormen hebben en ook variaties in reikwijdte (breder of smaller dan alle kunstwerken, of werk van één kunstenaar ten opzichte van het werk van een groep kunstenaars). Een recente ontwikkeling is dat dergelijke catalogi niet uitsluitend in boekwerken worden gepubliceerd maar ook online wordt aangeboden. Een voorbeeld hiervan is de catalogue raisonné van Piet Mondriaan.

## Invloed
De New York Times heeft catalogues raisonnés beschreven als de "hoogste scheidsrechter van echt en nep". In het geval van overleden kunstenaars kan de maker van een catalogue raisonné die als een standaardtekst wordt beschouwd, een aanzienlijke macht hebben om te bepalen of een bepaald werk als authentiek wordt beschouwd of niet. Makers kunnen in dit verband auteurs, redacteuren zijn, commissies of uitgevers. Opname in of uitsluiting van een gerespecteerde catalogue raisonné kan een aanzienlijk effect hebben op de marktprijs van een werk; het kan hierbij gaan om grote bedragen. Inclusie of niet wordt ook wel het verschil genoemd tussen rijkdom en de goot. Veilinghuizen weigeren soms om kunstwerken aan te nemen die niet worden genoemd in een catalogus die als standaard wordt beschouwd van de betreffende kunstenaar. Als gevolg daarvan zijn auteurs van een catalogue raisonné regelmatig het doelwit geweest van rechtszaken.
De invloed en het proces van wel of niet geaccepteerd worden in een catalogue raisonné worden geïllusteerd in diverse afleveringen van de BBC documentaire serie Fake or Fortune?. Per aflevering staat een schilderij centraal dat (nog) niet officieel is toegeschreven aan een kunstenaar. De onderzoekers proberen de provenance van het kunstwerk te achterhalen en daarmee de authenticiteit vast te stellen en in sommige gevallen voor te leggen voor opname in de betreffende catalogue raisonné.